# Neuville (Trois-Ponts)
Pour les articles homonymes, voir Neuville.
Neuville appelé aussi La Neuville est un hameau de la commune belge de Trois-Ponts située en Région wallonne dans la province de Liège.
Avant la fusion des communes de 1977, Neuville faisait partie de la commune de Wanne.

## Situation
Ce hameau ardennais se trouve sur le versant oriental de la vallée de la Salm. Il est traversé par la côte de la Neuville qui grimpe vers le hameau de Lavaux. Hameau proche de la limite avec la province de Luxembourg, il se situe à 6,5 kilomètres au sud de Trois-Ponts et à 2 kilomètres au nord de Grand-Halleux (commune de Vielsalm).

## Description
Dans un environnement de pâturages, Neuville est un hameau assez concentré constitué principalement de fermettes soit bâties en moellons de grès soit recouvertes de crépi de couleur blanche et colombages.
Parmi ces habitations à colombages, on remarque en dessous du hameau, une petite maison avec une structure singulière. Un crucifix est adossé au pignon en planches de bois de cette maison pittoresque.